# Leiella shanonni
Leiella shanonni är en tvåvingeart som beskrevs av Lane 1954. Leiella shanonni ingår i släktet Leiella och familjen svampmyggor.
Artens utbredningsområde är Panama. Inga underarter finns listade i Catalogue of Life.